# Rdeča Rutenija
Rdeča Rutenija ali Rdeča Rusija (latinsko Ruthenia Rubra, Russia Rubra, ukrajinsko Червона Русь, Červona Rus', poljsko Ruś Czerwona, Ruś Halicka, rusko Червонная Русь,  Červonnaja Rus', romunsko Rutenia Roșie) je naziv, ki se je od srednjega veka uporabljal za jugozahodni kijevskoruski kneževini Peremišl in Belz. Ozemlje Rdeče Rutenije si zdaj delita Poljska in Ukrajina. Občasno so v Rdečo Rutenijo spadali deli Malopoljske, Podolja, Desnobrežne Ukrajine in Volinije. Središči Rdeče Rutenije sta bili mesti Przemyśl in Belz. V pokrajini so tudi mesta Chełm, Zamość, Rzeszów, Krosno in Sanok, zdaj v Poljski, in Lvov and Ternopil, zdaj v Ukrajini.
S tem imenom je bila prvič omenjena v poljski kroniki iz leta 1321 kot del Rutenije, ki ga je Kazimir Veliki v 14. stoletju vključil v Poljsko. Po razpadu Kijevske Rusije so se za ozemlje Rdeče Rutenije borile Velika litovska kneževina (Gediminoviči), Kraljevina Poljska (Pjasti), Kraljevina Ogrska  in Kraljevina Galicija–Volinija. Po gališko-volinskih vojnah vojnah je večina Rdeče Rutenije za približno 400 let postala del Poljske kot Rusinsko vojvodstvo.
Od začetka 2. tisočletja je v severnih delih Rdeče Rutenije živela poljska manjšina. Eksonim Rusini običajno pomeni pripadnike rusinske in/ali ukrajinske narodnosti.

## Zgodovina

### Etnografija
Prvi znani prebivalci severne Rdeče Rutenije so bili Lendizi in Beli Hrvati, medtem ko so na jugu živeli Rusini, med njimi Bojki in Lemki.
Kasneje so del prebivalstva tvorili Gozdni Nemci (Walddeutsche), Judje, Armenci in Poljaki. Kralj Boleslav Hrabri je v regijo naselil Nemce, da bi branili poljske meje proti Ogrski in Kijevski Rusiji. Nemce v okolici Rzeszówa, Przemyśla, Sanoka in Jarosławla je Maciej Stryjkowski opisal kot dobre kmetovalce. Poljski priseljenci v Rdečo Rutenijo, okolico Spiša v sedanji vzhodni Slovaški in Podlaško, ki so jo Ukrajinci imenovali Mazurija, so bili revni kmetje, večinoma iz Mazovije.
V drugi polovici 14. stoletja so se po južni Ruteniji naselili Vlahi iz jugovzhodnih Karpatov. Čeprav so v 15. stoletju povsem prevladali Rusini, se je vlaško prebivalstvo v pogorjih  Bješčadi in Spodnji Beskidi ruteniziralo šele v 16. stoletju. Od 14. do 16. stoletja je Rdeča Rutenija doživljala hitro urbanizacijo. Do leta 1340, ko je Rdeča Rutenija postala neodvisno Gališko kraljestvo,  je bilo ustanovljenih  več kot 200 novih mest po nemškem vzoru.

### Politična zgodovina

#### 1199 do 1772
V zgodnjem srednjem veku je bila Rdeča Rutenija del Kijevske Rusije in od leta 1199 neodvisne Kraljevine Galicija–Volinija.
Leta 1340 je prišla pod oblast Kraljevine Poljske. Kazimir Veliki je do leta 1370 ustanovil več mest in ruralno  provinco urbaniziral.
Poljsko ime Ruś Czerwona (Rdeča Rus(ija)) se je začelo uporabljati najprej za ozemlje do Dnestra s središčem v Przemyślu (Peremišlu). Od vladavine Vladislava II. Jagela (umrl 1434) se je vojvodstvo Przemyśl s središčem v Lvovu imenovalo Rusinsko vojvodstvo. Sestavljalo ga je pet regij: Lwów, Sanok, Halič, Przemyśl in Chełm. Mesto Halič je dalo Galiciji ime. V 1340. letih je prenehal vpliv kijevske dinastije Rurikidov. Večino njenega ozemlja je zasedel Kazimir Veliki, Kijev in Volinija pa sta prišla pod oblast Velike litovske kneževine.
Poljski del regije je bil razdeljen na številna vojvodstva. Začelo  se je obdobje nemških selitev  na vzhod in poljskega naseljevanja med Rusini. V regijo so se priseljevali tudi Armenci in Judje. V tem času so se zgradili številni gradovi in ustanovili mesti Stanislavov (ukrajinsko Stanislaviv, zdaj Ivano-Frankivsk) in Kristinopol (zdaj Červonohrad). Pod poljsko oblastjo je bilo od 14. stoletja do druge polovice 17. stoletja ustanovljenih 325 mest, večina v 15. in 16. stoletju (96 oziroma 153).
Rutenija je bila v 16. in 17. stoletju cilj stalnih vpadov Tatarov in osmanskih Turkov . Nanjo so vplivali tudi upor Hmeljnickega (1648–1654), rusko-poljska vojna (1654–1667) in švedski vpadi med potopom (1655–1660) in veliko severno vojno v začetku 18. stoletja.

#### 1772 do 1918
Rdečo Rutenijo, z izjemo Podolja, je med prvo delitvijo Poljske leta 1772 zasedlo Avstrijsko cesarstvo. Zasedba je trajala do leta 1918. Med prvo in drugo svetovno vojno je pripadala Drugi poljski republiki. Ozemlje Rdeče rutenije je zdaj razdeljeno. Njen zahodni del z mesti Rzeszów, Przemyśl, Zamość in Chełm pripada Poljski, vzhodni del okoli Lvova pa Ukrajini.

## Opomba
1. ↑  "Večinsko prebivalstvo Galicije ali Rdeče Rusije je samo sebe imenovalo Rusini. Rusofilni avtorji so jih imeli za Ruse ali natančneje Maloruse. Tak  pogled nanje se je začel v Ruskem carstvu uveljavljati po objavi ruskega prevoda knjige Slovanský národopis Pavola Šafarika  leta 1843".[1]